# George Abram Miller
George Abram Miller   (comtat de Lehigh, 31 de juliol de 1863 - Urbana, 10 de febrer de 1951) va ser un matemàtic nord-americà.

## Vida i obra
Miller va estudiar al Muhlenberg College (Pennsilvània) de 1884 a 1887, mentre feia de professor per ajudar-se aconòmicament en els seus estudis. Després va ser professor del Eureka College (Illinois) mentre estudiava per obtenir el doctorat que li va ser concedit per la universitat Cumberland (Tennessee) el 1892.
De 1893 a 1895 va ser professor de la universitat de Michigan on va conèixer Frank Nelson Cole qui el va introduir en la teoria de grups i el va influir notablement. De 1895 a 1897 va ampliar estudis a Europa, assistint a classes de Sophus Lie a Leipzig i de Camille Jordan a París. En retornar al seu país va ser successivament professor ajudant a Cornell (1897-1901), professor associat a Stanford (1901-1906) i, finalment, professor titular a la universitat d'Illinois a Urbana-Champaign fins al 1931, any en el qual es va jubilar i va passar a professor emèrit.
La obra més important de Miller va ser en teoria de grups, en els darrers anys del segle xix es va dedicar a establir els grups transitius i intransitius d'ordre vuit fins a disset., el 1896 es va interessar pels grups abstractes publicant un article amb una llista de tots els grups abstractes d'ordre inferior a 48. Miller va ser molt prolífic: a part de quatre llibres, va escriure més de 800 articles científics sobre teoria de grups i història de les matemàtiques.